# Myhejan
Myhejan – wieś położona w północnej części Albanii w gminie Tropojë. Wieś znajduje się 127 kilometrów od stolicy państwa, Tirany.

## Demografia
Według spisu ludności z 1989 roku we wsi Myhejan mieszkało 260 mieszkańców.